# Our Boys
Our boys (הנערים en hebreo) es una miniserie de televisión estadounidense-israelí creada por Hagai Levi, Joseph Cedar y Tawfik Abu-Wael. 
La serie de diez episodios se estrenó el 12 de agosto de 2019 en HBO .

## Episodios
| N.º en serie | N.º en temp. | Título                                      | Dirigido por | Escrito por | Fecha de emisión original | Audiencia (millones) |
| --- | ------------ | ------------------------------------------- | ------------ | ----------- | ------------------------- | -------------------- |
| 1 | 1            | «Chapter 1: Out of the depth, I cry to you» | —            | —           | 12 de agosto de 2019      | —                    |
| La desaparición de tres chicos judíos conmociona Israel y Simon, un agente antiterrorista del Shabak, se prepara para un incremento del peligro. |              |                                             |              |             |                           |                      |
| 2 | 2            | «Chapter 2: I love Toto»                    | —            | —           | 12 de agosto de 2019      | —                    |
| Simon y Mike tienen teorías diferentes sobre el caso. Hussein y Suha buscan a su hijo.                                                           |              |                                             |              |             |                           |                      |
| 3 | 3            | «Chapter 3: Two packs of red next»          | —            | —           | 19 de agosto de 2019      | —                    |
| 4 | 4            | —                                           | —            | —           | 26 de agosto de 2019      | —                    |
| 5 | 5            | —                                           | —            | —           | 2 de septiembre de 2019   | —                    |
| 6 | 6            | —                                           | —            | —           | 9 de septiembre de 2019   | —                    |
| 7 | 7            | —                                           | —            | —           | 16 de septiembre de 2019  | —                    |
| 8 | 8            | —                                           | —            | —           | 23 de septiembre de 2019  | —                    |
| 9 | 9            | —                                           | —            | —           | 30 de septiembre de 2019  | —                    |
| 10 | 10           | —                                           | —            | —           | 7 de octubre de 2019      | —                    |

## Producción
En octubre de 2016 HBO anunció la creación de una serie sobre el secuestro en 2014 de 3 adolescentes israelíes que sería coproducida por Keshet International. La serie se grabó en Israel y fue dirigida por el cineasta israelí Joseph Cedar.